# Denticnema squamosa
Denticnema squamosa är en skalbaggsart som beskrevs av Hermann Burmeister 1844. Denticnema squamosa ingår i släktet Denticnema och familjen Melolonthidae. Inga underarter finns listade i Catalogue of Life.